# 珀西瓦尔·金尼尔·怀斯
珀西瓦尔·金尼尔·怀斯（英語：Percival Kinnear Wise，1885年4月17日—1968年6月7日），生于香港，英国马球运动员。他曾代表英国参加1924年夏季奥林匹克运动会马球比赛，获得一枚铜牌。他于1968年在奥德堡去世。